# Об'єднання лемків
Об'єднання лемків (пол. Zjednoczenie Łemków) — українська громадська організація, зареєстрована в Горлицях, яка охоплює своєю діяльністю територію всієї Польщі.

## Цілі діяльності
- різного роду дії, що мають на меті ототожнення лемків з українським народом;
- піклування про пам'ятки української культури в Польщі (архітектура, малярство, музика, народна творчість);
- вжиття заходів, що сприяли б створенню Музею лемківської культури;
- здійснення впливу на розвиток української освіти і науки;
- популяризація і підтримка українського аматорського артистичного руху;
- щорічна організація фестивалю «Лемківська ватра»;
- заохочення до проведення досліджень в області лемкознавства;
- представлення та охорона інтересів українського населення.

## Зміст діяльності
- організація культурних зустрічей, таких як: виступи художніх колективів, літературних вечорів, театральних вистав, товариських зустрічей і танцювальних забав;
- організація освітніх курсів, науково-методичних конференцій і дискусійних зустрічей;
- ініціювання, організація навчання української мови в школах в районах, де проживає лемківське населення;
- організація бібліотек, клубів, світлиць і читалень;
- ведення аматорських художніх колективів і гуртків за інтересами;
- випуск журналів, періодики, рекламних матеріалів, популярно-наукових і публіцистичних, науково-популярних і наукових розробок, відеокасет, буклетів тощо;
- ведення господарчої діяльності з метою отримання ресурсів на статутну діяльність;
- організація молодіжних відпочинкових таборів і туристичних пробігів.

Головою об'єднання є Стефан Гладик.
У 2009 року Об'єднання лемків заснувало у Горлицях Центр культури імені Богдана-Ігоря Антонича. 